# 桃金娘
桃金娘（学名：Rhodomyrtus tomentosa），是桃金娘科桃金娘属的植物，又名岗稔、山稔、稔子、当梨、山乳、崗菍等。在潮汕地区，则是被叫做乌多尼。

## 特征
桃金娘为常绿灌木，高1米左右；椭圆形叶子对生，有基出三大脉，下面被毛；花单生叶腋，花期为七月至八月；果实为浆果，未成熟时为绿色，八月至十月间成熟，成熟时为暗紫色，樱桃般大小，果肉红色，味甘，可食用。

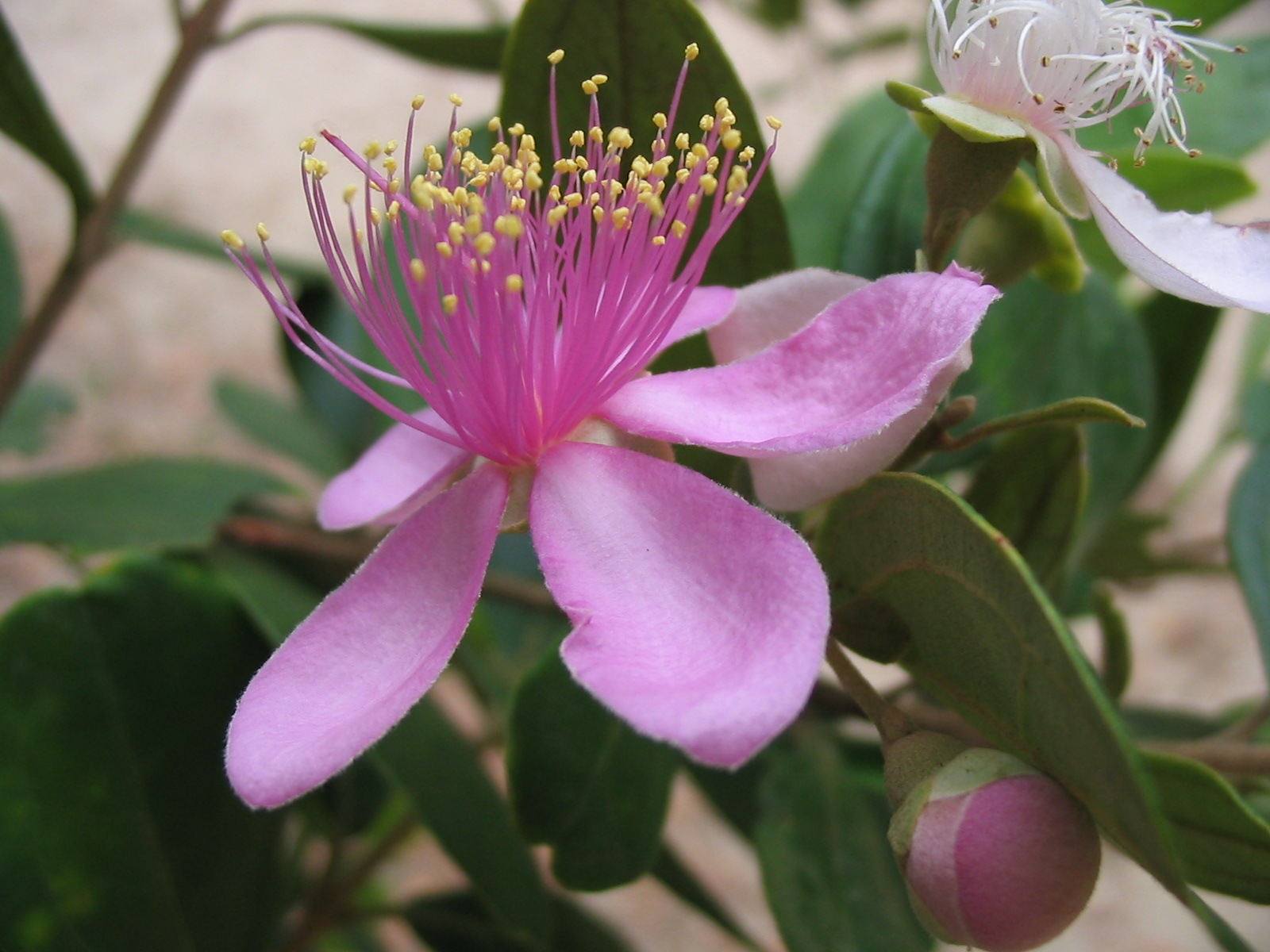
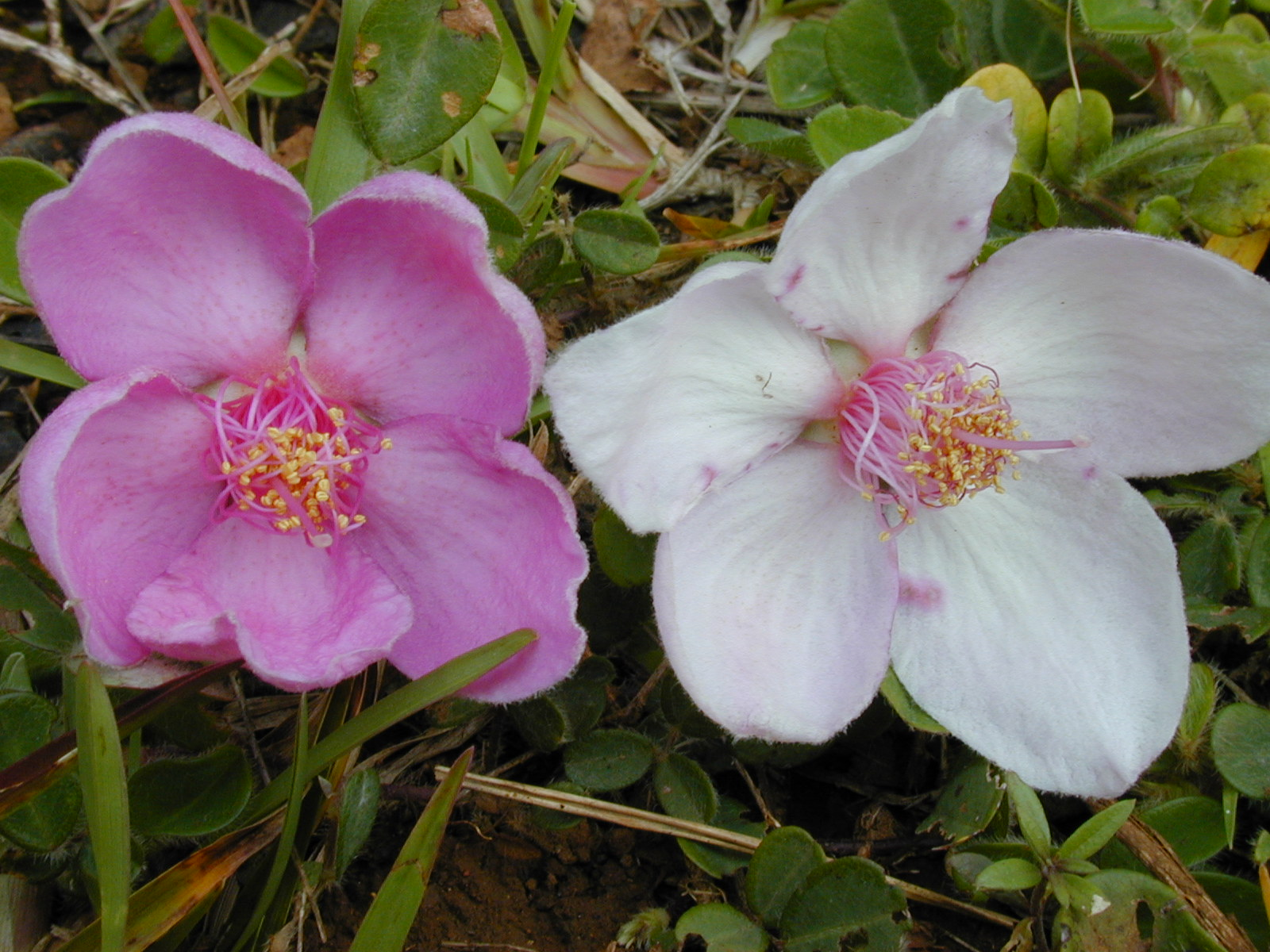
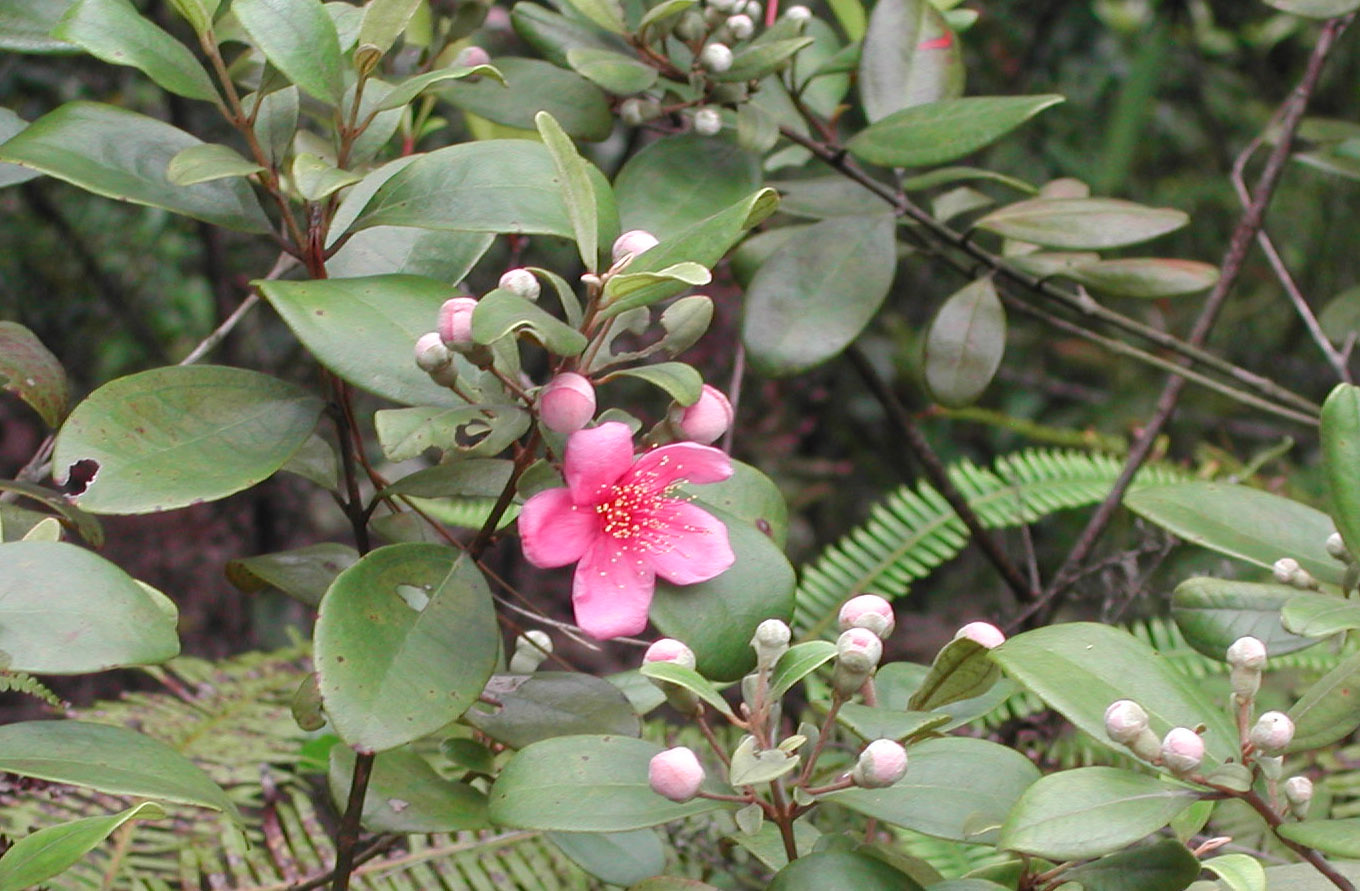

## 分布
分布於中南半岛、菲律宾、日本、印度、斯里兰卡、马来西亚、印度尼西亚、台湾以及中国大陆的福建、广东、广西、云南、贵州、湖南，广泛分布於中国华南粤、闽地区，生长於海拔50－900米的地區，常见於丘陵坡地，是一種酸性土壤指示植物。

### 入侵物种
桃金娘在美国佛罗里达州、夏威夷州和法属波利尼西亚被列为入侵物种。在这些地方，桃金娘繁殖迅速，与当地植物种群争抢栖息地。

## 药用
桃金娘果实有丰富的营养价值，其根可入药，药性平，味甘涩，活血通络，收敛止泻，主治风湿骨痛、腰痛；其叶子也有药用价值，嚼碎敷在伤口上，可止血。但不能多使用和食用